# Promonolexis klebsi
Promonolexis klebsi är en stekelart som beskrevs av Charles Thomas Brues 1933. Promonolexis klebsi ingår i släktet Promonolexis och familjen bracksteklar. Inga underarter finns listade i Catalogue of Life.